# Нокомис (Илиноис)
Нокомис (енгл. Nokomis) град је у америчкој савезној држави Илиноис. По попису становништва из 2010. у њему је живело 2.256 становника.

## Демографија
Према попису становништва из 2010. у граду је живело 2.256 становника, што је 133 (5,6%) становника мање него 2000. године.
| Група             | 2000.         | 2010.         |
| Белци             | 2.372 (99,3%) | 2.218 (98,3%) |
| Афроамериканци    | 0 (0,0%)      | 3 (0,1%)      |
| Азијати           | 1 (0,0%)      | 4 (0,2%)      |
| Хиспаноамериканци | 4 (0,2%)      | 14 (0,6%)     |
| Укупно            | 2.389         | 2.256         |